# Paul von Rautenfeld
Paul Heinrich August Berens von Rautenfeld (* 13. März 1865 in Korwenhof; † 1957 in Basel) war ein Schweizer Beamter, der auch als Ethnologe und Zoologe wirkte.

## Leben

### Herkunft und Ausbildung
Er entstammte dem Haus Adsel des deutsch-baltischen Adelsgeschlechts derer von Berens von Rautenfeld und kam im russischen Kaiserreich auf Gut Korwenhof – in der Nähe der Stadt Ape im Nordosten des heutigen Lettland – zur Welt. Sein erstes Studium in Nationalökonomie und Statistik absolvierte er an der Kaiserlichen Universität Dorpat. Während eines Heimaturlaubs immatrikulierte er sich 1914 mit dem Hauptfach Zoologie an der Philosophischen Fakultät II der Universität Zürich, gab dieses Studium allerdings nach zwei Semestern zunächst wieder auf. Nach seiner Pensionierung wurde er 1928 am zoologisch-vergleichend anatomischen Institut der Universität Zürich mit der Dissertation Über einen Schädel von Tapirus (Megatapirus) Augustus Granger aus Yen-ching-kao, Szechuan, China in Zoologie promoviert. Anschliessend zog er nach Basel.

### Berufsleben und wissenschaftliches Wirken
Beruflich verbrachte Rautenfeld mehr als 30 Jahre in China (Kaiserreich und Republik) und stand dabei in Diensten der britisch kontrollierten, internationalen Zollverwaltung. Als Seezolldirektor war er an Vertragshäfen in zahlreichen Provinzen tätig – beispielsweise in Shantou und Shanghai. Aus Peking kommend erreichte er am 5. April 1896 Gyeongseong (das heutige Seoul), um anschliessend im koreanischen Zolldienst zu arbeiten. Nach einiger Zeit kehrte er nach China zurück.
Nachhaltige Bekanntheit erlangte von Rautenfeld vor allem für seine ethnologischen und zoologischen Forschungen. Die Biologie interessierte ihn bereits in jungen Jahren. Er nutzte seine beruflichen Inspektionsreisen zu Lande und zu Wasser, aber auch Urlaube in Japan und anderen ost- beziehungsweise südostasiatischen und melanesischen Regionen, zur Zusammenstellung umfangreicher Sammlungen. In den 1920er Jahren bereiste er dreimal für mehrere Monate Neuguinea, vor allem den östlichen Inselteil, das heutige Papua-Neuguinea. Dort dokumentierte er mehrere indigene Stämme fotografisch.
Trotz der geografischen Entfernung stand von Rautenfeld in regelmässiger Korrespondenz mit europäischen Naturwissenschaftlern. So schickte er beispielsweise 1909 drei Kragenhai-Embryos an Ernst Haeckel. Darüber hinaus verband ihn ab 1914 eine lebenslange Freundschaft mit Paul Wirz, den er als Kommilitone an der Universität Zürich kennengelernt hatte. Seine Fundstücke und Aufzeichnungen stellte er der Wissenschaft zur Verfügung und übergab sie unterschiedlichen Museen, beispielsweise dem Zoologischen Museum der Universität Zürich. Das Museum der Kulturen Basel erhielt ebenfalls zahlreiche Objekte, über 1000 Fotopositive und -negative, die originalen englischsprachigen Reisetagebücher sowie die ausführlichen Reiseberichte. Weitere Fotos sind heutzutage im Besitz des Metropolitan Museum of Art in New York City. Zu von Rautenfelds 90. Geburtstag veröffentlichte sein Bekannter, der Arzt Erik Undritz, 1955 einen Artikel über ihn in der Baseler National-Zeitung.

## Publikationen (Auswahl)
- Paul von Rautenfeld: Haeckel’s theses. A protest. In: The Monist. Jahrgang 16, Heft 4, Oktober 1906, Seiten 626–627.
- Paul von Rautenfeld: Über einen Schädel von Tapirus (Megatapirus) Augustus Granger aus Yen-ching-kao, Szechuan, China. In: Acta Zoologica. Jahrgang 9, Heft 3, 1928, Seiten 425–444.
- Paul von Rautenfeld: Wanderings in primitive New Guinea. 1942.